# Liste der Biografien/Silo
Liste der Biografien |
Portal Biografien |
Personensuche
# |
A |
B |
C |
D |
E |
F |
G |
H |
I |
J |
K |
L |
M |
N |
O |
P |
Q |
R |
S |
T |
U |
V |
W |
X |
Y |
Z |
?
 
Sa |
Sb |
Sc |
Sd |
Se |
Sf |
Sg |
Sh |
Si |
Sj |
Sk |
Sl |
Sm |
Sn |
So |
Sp |
Sq |
Sr |
Ss |
St |
Su |
Sv |
Sw |
Sy |
Sz
 
Sia |
Sib |
Sic |
Sid |
Sie |
Sif |
Sig |
Sih |
Sii |
Sij |
Sik |
Sil |
Sim |
Sin |
Sio |
Sip |
Siq |
Sir |
Sis |
Sit |
Siu |
Siv |
Siw |
Six |
Siy |
Siz
 
Sila |
Silb |
Silc |
Sild |
Sile |
Silf |
Silg |
Silh |
Sili |
Silj |
Silk |
Sill |
Silm |
Siln |
Silo |
Silp |
Sils |
Silt |
Silu |
Silv |
Silw |
Silz
Die Liste der Biografien führt alle Personen auf, die in der deutschsprachigen Wikipedia einen Artikel haben. Dieses ist eine Teilliste mit 12 Einträgen von Personen, deren Namen mit den Buchstaben „Silo“ beginnt.

## Silo
- Silo († 783), König von Asturien

### Siloe
- Siloé, Diego de († 1563), spanischer Architekt und Bildhauer
- Siloé, Gil de, spanischer Bildhauer

### Silon
- Silone, Ignazio (1900–1978), italienischer SchriftstellerIgnazio Silone (1900–1978)

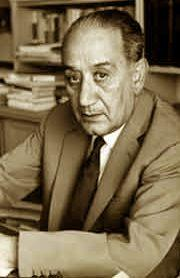
Ignazio Silone (1900–1978)

### Siloo
- Silooy, Sonny (* 1963), niederländischer Fußballspieler

### Silot
- Silota, Francisco João (* 1941), mosambikanischer Ordensgeistlicher, emeritierter römisch-katholischer Bischof von Chimoio
- Siloti, Alexander Iljitsch (1863–1945), russischer Pianist, Komponist und Dirigent
- Siloti, Kyriena (1895–1989), US-amerikanische Musikpädagogin

### Silov
- Šilovs, Artūrs (* 2001), lettischer Eishockeytorwart
- Silovs, Haralds (* 1986), lettischer Shorttracker und Eisschnellläufer
- Silovs, Juris (1950–2018), lettischer Sprinter
- Silovs, Juris (* 1973), lettischer Radrennfahrer